# Gilberto Silva
Gilberto Aparecido da Silva, mais conhecido como Gilberto Silva (Lagoa da Prata, 7 de outubro de 1976), é um ex-futebolista brasileiro que atuava como volante.
Gilberto Silva cresceu em uma família pobre e, quando criança, teve que compartilhar o gosto pelo futebol com vários empregos. Iniciou sua carreira em 1997, no América Mineiro e sua boa performance rendeu-lhe um contrato com o Atlético Mineiro no ano 2000. Ele se tornou um dos principais jogadores da equipe, defendendo-a por três anos no campeonato brasileiro. Ganhou notoriedade fazendo parte da seleção que conquistou a Copa do Mundo de 2002, atuando em todas as sete partidas disputadas pelo Brasil.
Em agosto de 2002 assinou um contrato de 4 milhões e meio de libras com o Arsenal. No clube londrino, conquistou duas FA Cup e o título da Premier League na temporada 2003-04. No clube inglês, Gilberto recebeu o apelido de Muralha Invisível, devido à sua movimentação na marcação, o que lhe rendeu um fansite com esse nome.
Na Copa América de 2007, Gilberto Silva foi o escolhido para a braçadeira de capitão da Seleção Brasileira.

## Infância e juventude
Quando criança, Gilberto Silva morou em Lagoa da Prata com seu pai (um ferreiro), sua mãe (dona-de-casa) e com três irmãs. Sua família morava numa pequena casa, construída pelo seu próprio pai e, devido às dificuldades financeiras, era obrigado a dividir o mesmo quarto com suas irmãs. Apesar disso, Gilberto considera que teve uma infância feliz: "Era um tempo onde eu não tinha responsabilidades, jogava futebol na rua com meus primos e amigos, e nós nunca tivemos nenhum contato com drogas ou violência".
Em 1988, aos 12 anos de idade, começou a jogar futebol no América Mineiro na categoria de juniores. Foi durante o período que jogou no América que Gilberto adquiriu habilidades defensivas atuando como volante. Quando não estava jogando futebol, Gilberto estava acompanhado do pai, aprimorando suas habilidades como ferreiro; habilidades estas que foram essenciais alguns anos depois. Em 1991 o pai de Gilberto se aposenta, obrigando o filho, então com apenas 15 anos de idade, a fornecer apoio financeiro para toda a família, sendo que a saúde frágil de sua mãe tornava a tarefa mais complicada.
| “ | Nós éramos uma família pobre e tínhamos que trabalhar muito. É por isso que, quando criança, tive que trabalhar como operário na fábrica. Mas estou orgulhoso de ter começado daquela forma. Isto fez com que me identificasse com pessoas que não tiveram sorte na vida. | ” |

Devido ao baixo salário que recebia no América Mineiro, teve que abandonar o futebol conseguir outros empregos, como operário, carpinteiro e trabalhador em uma fábrica de doces; e ficava pesando se isso acabaria com seu sonho de Na fábrica, Gilberto ganhava em torno de 150 reais por mês. Passados três anos de trabalho na fábrica, Gilberto, então com 18 anos de idade, decidiu tentar a sorte no futebol, entrando para a equipe de juniores do clube local. Ficou lá pouco tempo, pois o estado de saúde de sua mãe se agravara e ele teve que voltar a trabalhar na fábrica, com pouca esperança de poder voltar ao futebol.

## Carreira

### O início
Em 1997 alguns amigos tentaram convencê-lo a retornar ao futebol. Ele, então, assinou um novo contrato com o América Mineiro em 1º de junho de 1997, desta vez na equipe profissional. Com 21 anos de idade, atuava como volante titular da equipe. Na sua primeira temporada pelo clube foi considerado o principal jogador, apesar de de ser considerado inconsistente por alguns torcedores. Ele ajudou a equipe a vencer a série B, conquistando, consequentemente, o direito de participar da série A.
Durante sua terceira temporada no América Mineiro, a equipe foi rebaixada e voltou à série B. Em 1999 houve uma larga modificação no regulamento do Campeonato Brasileiro e a equipe do América Mineiro acabou por retornar à elite, disputando o Módulo Azul da competição, tendo Gilberto Silva marcado 20 gols naquele ano. Em 2000, aos 24 anos de idade, conquistou pelo América a Copa Sul-Minas e, logo após, se transferiu para o Atlético Mineiro. Mas, durante sua primeira temporada no clube, fraturou a tíbia direita, ficando afastado por quase todo o ano. Em seu segundo ano no Atlético Mineiro o técnico Carlos Alberto Parreira trocou sua função, deixando de ser zagueiro-central para atuar como volante. Ele marcou três gols e foi considerado o jogador revelação do campeonato de 2001.

### Destaque no pentacampeonato
Em outubro de 2001 o técnico Luiz Felipe Scolari escalou Gilberto Silva para a seleção que disputou as Eliminatórias da Copa do Mundo de 2002. Ele estreou na competição enfrentando o Chile no dia 7 de outubro, iniciando no banco de reservas e entrando durante a partida. Em 7 de novembro fez sua estreia como titular, enfrentando a Bolívia. Até então marcara três gols pela seleção, dois contra a Bolívia e um gol em um amistoso contra a Islândia.
No ano de 2002, foi escalado para a seleção que disputou a Copa do Mundo. Com a lesão do titular Emerson, Gilberto Silva atuou como titular na competição. Foi titular em todos os jogos da campanha do pentacampeonato, sem sequer ter sido substituído.[carece de fontes?] De acordo com a revista Veja, Gilberto "carregou o piano para Ronaldo e Rivaldo para que estes pudessem se destacar". Ele não se limitava a defender e, na semifinal, deu o passe que resultou no gol de Ronaldo que classificou o Brasil para a final. A atuação de Gilberto nesta Copa do Mundo o colocou entre os maiores volantes do mundo.

### Ida para o futebol europeu

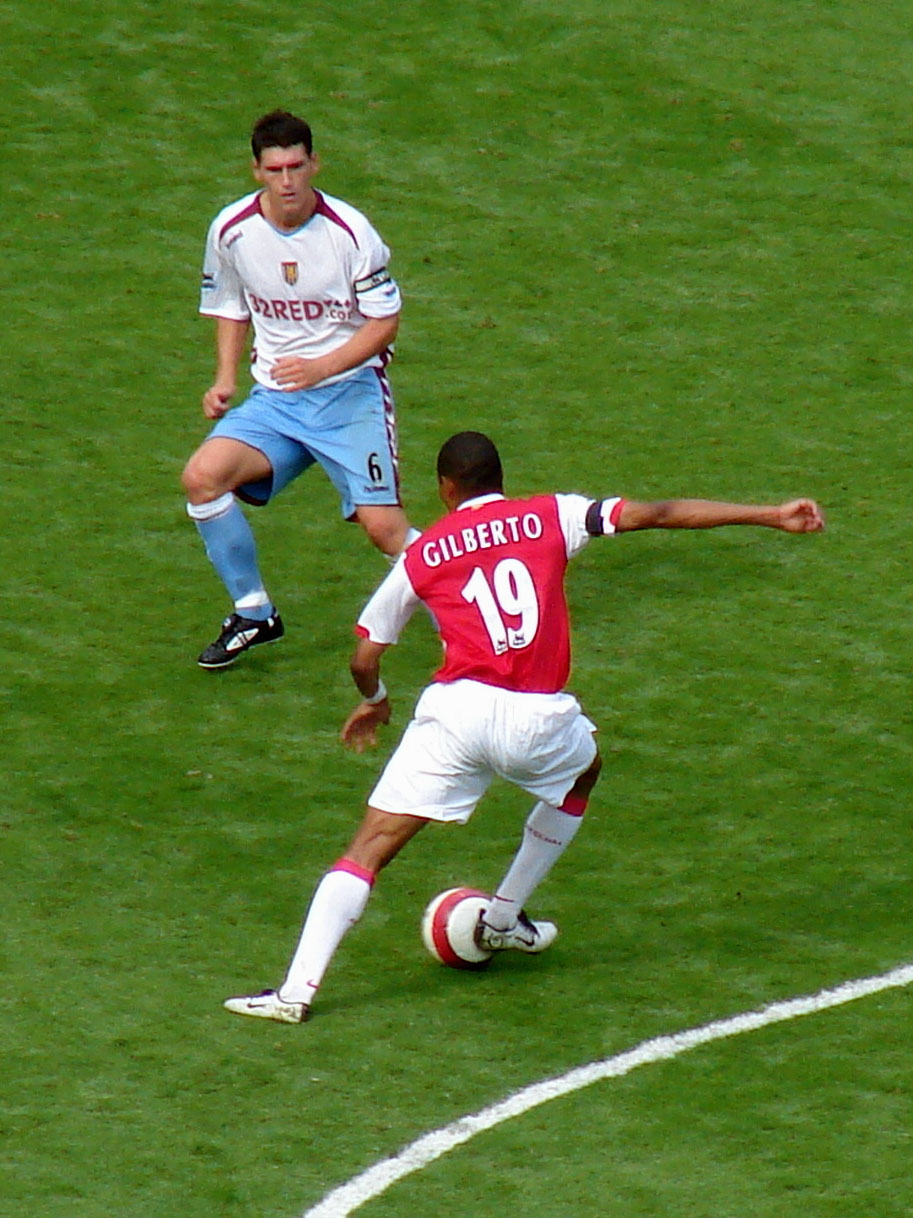
Gilberto Silva em 2006.

Após a Copa, Gilberto mudou-se para a Inglaterra, quando foi contratado pelo Arsenal, um dos clubes do chamado Big Four inglês, denominação dada ao grupo dos quatro melhores clubes do país. Foi anunciado oficialmente em 7 de agosto de 2002, tendo custado cerca de 4 milhões e meio de libras aos cofres do clube londrino. Ao chegar, ganhou o respeito da torcida do Arsenal, os Gunners, por recusar a camisa número 6 que pertenceu a Tony Adams, eterno ídolo dos Gunners.

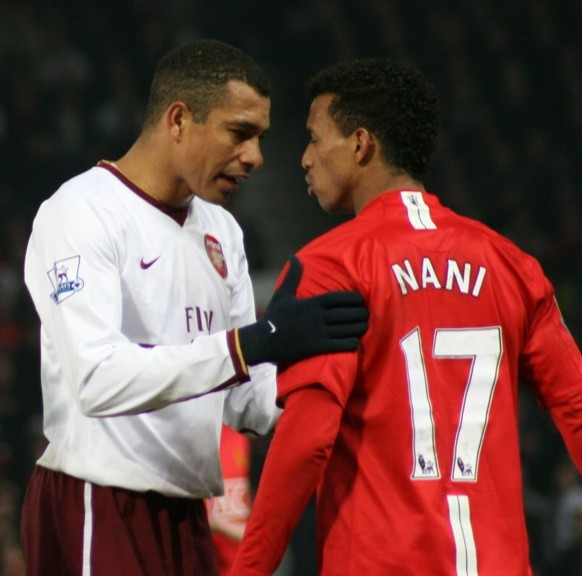
Gilberto Silva (esq.) conversa com Nani durante uma partida contra o Manchester United.

No Arsenal, tornou-se titular logo em sua primeira temporada, atuando como volante. Em algumas poucas oportunidades, também foi improvisado como zagueiro.
Em 2006, foi convocado para a sua segunda Copa do Mundo, na Alemanha, e fez parte da equipe que terminou eliminada nas quartas-de-final pela França, após uma derrota pelo placar mínimo com gol marcado por Thierry Henry, até então companheiro de clube de Gilberto Silva.
Após a Copa, em 19 de agosto de 2006, Gilberto marcou o primeiro gol do Arsenal em jogos oficiais no recém-construído Emirates Stadium, após o empate em 1-1 com o Aston Villa, válido pela Premier League 2006-07.
Em 2007, após a saída do então capitão Thierry Henry, que havia se transferido para o Barcelona, era quase certo que Gilberto Silva se tornaria o novo capitão da equipe, pelo fato de ter sido a segunda opção para ocupar a braçadeira enquanto Henry ainda jogava pelos gunners. No entanto, a braçadeira de capitão foi dada a William Gallas, fato que despertou algumas especulações sobre um possível desentendimento entre Gilberto e Arsène Wenger.

### Decadência no Arsenal e a saída para o Panathinaikos
Após a Copa América 2007, em julho de 2007, quando Gilberto foi convocado e faltou as primeiras partidas do clube na temporada 2007-08, o jogador brasileiro perdeu a vaga de titular para Mathieu Flamini, reacendendo as especulações de uma saída na janela de transferências de janeiro de 2008. Entretanto, Gilberto optou por permanecer no clube. Aliado ao fato de estar no banco de reservas, o mau futebol apresentado nas partidas em que atuava fez com que Gilberto permanecesse com poucas chances no time titular durante todo o restante da temporada.
A permanência durou pouco tempo, já que seis meses depois, mais precisamente em 17 de julho de 2008, Gilberto acertou com o Panathinaikos, da Grécia. No clube de Atenas, rapidamente tornou-se titular no meio-campo, e permaneceu tendo chances na Seleção Brasileira.
Integrou o elenco canarinho na Copa do Mundo de 2010, a terceira Copa de sua carreira. Foi titular durante todos os jogos do Brasil no torneio, agora com uma responsabilidade ainda maior por ser um dos mais experientes dentre os 23 convocados. Após uma campanha pouco convincente na primeira fase, a seleção terminou eliminada novamente nas quartas-de-final, desta vez pela Seleção dos Países Baixos.

### Grêmio
No mês de janeiro, o Grêmio já manifestava interesse em Gilberto Silva que tinha muito interesse em voltar a jogar no Brasil depois de mais de uma década no futebol europeu. Os rumores de sua contratação eram grandes, e para chegar a um acordo, o Panathinaikos chegou a oferece-lo em troca de Fábio Rochemback, capitão do clube, mas acabaram não chegando a um acordo naquele tempo. Em 23 de maio de 2011, meses depois, foi anunciada oficialmente sua transferência para o Grêmio, para a disputa do Brasileirão 2011 a pedido de Renato Portaluppi que não chegou a trabalhar com o jogador, sendo demitido alguns dias depois. Gilberto Silva vestiria a camisa número 3 que foi deixada pelo zagueiro Paulão, negociado com o futebol chinês desde março e assinou um contrato de duração até o meio de 2012. A escolha da camisa também foi uma homenagem ao seu pai que era jogador de peladas amadoras e também usava o número 3.
| “ | Estou muito feliz com essa nova etapa da minha vida, feliz com a oportunidade de retornar ao Brasil, algo que eu já estava pensando em fazer. E o Grêmio abriu as portas para eu dar sequência à minha carreira | ” |

Começou a trabalhar com Julinho Camargo, e estreou em partida diante do Cruzeiro, em Minas Gerais, sua terra natal, e acabou perdendo por 2-0 com dois gols do argentino Walter Montillo. No dia 10 de julho de 2011, em sua primeira partida pelo Grêmio no Estádio Olímpico Monumental e sua segunda com a camisa do tricolor gaúcho, Gilberto Silva marcou o seu primeiro gol pelo clube, o primeiro da vitória por 2-0 contra o Coritiba, um belo gol que resultou em sua escalação no 'time da rodada'. Sua missão no tricolor gaúcho até o final do ano de 2011 era escapar do rebaixamento que durante sua chegada era muito provável e buscar uma possível vaga na Copa Libertadores da América do ano seguinte. Após a demissão de Julinho Camargo por resultados ruins e a contratação de Celso Roth, Gilberto Silva passou de segundo volante para zagueiro principal do time ao lado de Rafael Marques. Com o veterano na zaga, o Grêmio tem vencido jogos importantes fora de casa e sonhado com a vaga no G-4 do Campeonato Brasileiro de Futebol. No time atual do tricolor, Gilberto é um dos grandes xodós da torcida.
No dia 22 de outubro de 2011, aconteceu uma de suas partidas mais importantes na carreira. Improvisado na zaga, Gilberto Silva reencontrou-se com o torcedor do América Mineiro pela primeira vez em Minas Gerais depois de quase uma década no futebol europeu. Mesmo emocionado, admitiu na semana do jogo que seu foco estava em colocar o Grêmio numa boa colocação do campeonato brasileiro. A partida terminou em 2x2 com dois gols do atacante André Lima para o tricolor dos pampas. No dia 30 de outubro desse mesmo ano, Gilberto Silva participou de um dos confrontos mais esperados do ano de 2011 e da história do Grêmio, o reencontro com o craque do Flamengo, Ronaldinho Gaúcho, jogador que preferiu ao clube carioca depois de negociações frustradas com os gaúchos no começo do ano, o que gerou muita revolta. Coincidentemente, ambos foram companheiros e destaques na campanha da Seleção Brasileira de Futebol na Copa do Mundo de 2002. Começando o jogo como volante e na ausência do capitão Fábio Rochemback, assumiu o posto pela primeira vez, além de fazer uma bela partida, salvando o Grêmio de levar um gol no início do jogo. Depois de sair perdendo por 2x0, sua equipe acabou vencendo por 4x2 com gols de André Lima, Douglas dos Santos e o argentino Ezequiel Miralles. Uma semana mais tarde, retornou a Minas Gerais pela terceira vez no ano para enfrentar o terceiro clube diferente do estado e um de seus primeiros que defendeu na carreira, o Atlético Mineiro. Gilberto fez uma boa partida, impedindo muitos gols da equipe adversária, mas acabou saindo derrotado por 2-0. No início do mês de novembro, Gilberto Silva acabou sofrendo uma lesão durante os treinamentos semanais de sua equipe, o que o acabaria tirando do restante do Campeonato Brasileiro de Futebol de 2011.
No ano de 2012, começou como reserva ao lado de Rochemback. Porém aos poucos, foi ganhando chances do treinador Caio Jr., o que o levou como uma das grandes opções do técnico no meio do time titular do Grêmio. Nas primeiras partidas do Campeonato Gaúcho de Futebol, foi bastante elogiado pela sua organização e belos desarmes e passes, que apresentam qualidade ao time.

### Retorno ao Atlético Mineiro
No dia 10 de novembro de 2012, o presidente do Atlético Mineiro, Alexandre Kalil, confirmou em entrevista que Gilberto Silva assinou um pré-contrato com o clube mineiro. O acordo, que começa a valer na temporada 2013, será de dois anos e deverá marcar o encerramento da carreira do jogador, justamente no clube no qual se destacou nacionalmente.
Em 9 de dezembro, foi recebido com festa pela torcida atleticana no Aeroporto dos Confins e disse sonhar com título da Libertadores. Contudo, antes de deixar o Grêmio, Gilberto Silva agradeceu a torcida gaúcha, afirmando que ela "ficará marcada" na sua vida.
Após ter sido campeão da Copa Libertadores e do Campeonato Mineiro daquele ano, não teve seu contrato renovado ao final de 2013, finalizando desta forma sua segunda passagem pelo time e posteriormente encerrando sua carreira no Clube que o projetou para o mundo.
As conquistas se juntaram ao Mineiro de 2000 que ele já havia ganho pelo clube.

### Aposentadoria
No dia 11 de dezembro de 2015 anunciou oficialmente sua aposentadoria.

## Estatísticas
| Club             | Season   | Série A        | Série A        | Série A        | Copa do Brasil | Copa do Brasil | Gauchão         | Gauchão         | America | America | Others | Others | Total | Total |
| Club             | Season   | App            | Goals          | Assists        | App            | Goals          | App             | Goals           | App     | Goals   | App    | Goals  | App   | Goals |
| ---------------- | -------- | -------------- | -------------- | -------------- | -------------- | -------------- | --------------- | --------------- | ------- | ------- | ------ | ------ | ----- | ----- |
| Grêmio           | 2012     | 26             | 0              | —              | 8              | 0              | 15              | 1               | 3       | 0       | —      | —      | 52    | 1     |
| Grêmio           | 2011     | 21             | 1              | —              | —              | —              | —               | —               | —       | —       | —      | —      | 21    | 1     |
| Grêmio           | Subtotal | 47             | 1              | —              | 8              | 0              | 15              | 1               | 3       | 0       | —      | —      | 73    | 2     |
| Club             | Season   | Greek SL       | Greek SL       | Greek SL       | Greek Cup      | Greek Cup      | Greek Super Cup | Greek Super Cup | Europe  | Europe  | Others | Others | Total | Total |
| Club             | Season   | App            | Goals          | Assists        | App            | Goals          | App             | Goals           | App     | Goals   | App    | Goals  | App   | Goals |
| Panathinaikos    | 2010–11  | 25             | 1              | 1              | 0              | 0              | 0               | 0               | 5       | 0       | 0      | 0      | 30    | 1     |
| Panathinaikos    | 2009–10  | 24             | 0              | 1              | 3              | 0              | 0               | 0               | 13      | 0       | 0      | 0      | 40    | 0     |
| Panathinaikos    | 2008–09  | 29             | 3              | 1              | 1              | 0              | 0               | 0               | 9       | 0       | 2      | 0      | 41    | 3     |
| Panathinaikos    | Subtotal | 78             | 4              | 3              | 4              | 0              | 0               | 0               | 27      | 0       | 2      | 0      | 111   | 4     |
| Club             | Season   | Premier League | Premier League | Premier League | FA Cup         | FA Cup         | League Cup      | League Cup      | Europe  | Europe  | Others | Others | Total | Total |
| Club             | Season   | App            | Goals          | Assists        | App            | Goals          | App             | Goals           | App     | Goals   | App    | Goals  | App   | Goals |
| Arsenal          | 2007–08  | 17             | 1              | 1              | 3              | 0              | 3               | 0               | 6       | 0       | 0      | 0      | 29    | 1     |
| Arsenal          | 2006–07  | 34             | 10             | 1              | 3              | 0              | 1               | 0               | 9       | 1       | 0      | 0      | 47    | 11    |
| Arsenal          | 2005–06  | 33             | 2              | 1              | 1              | 0              | 3               | 1               | 10      | 1       | 1      | 0      | 48    | 4     |
| Arsenal          | 2004–05  | 13             | 0              | 1              | 2              | 0              | 0               | 0               | 1       | 0       | 1      | 1      | 17    | 1     |
| Arsenal          | 2003–04  | 32             | 4              | 1              | 3              | 0              | 1               | 0               | 8       | 0       | 1      | 0      | 45    | 4     |
| Arsenal          | 2002–03  | 35             | 0              | 2              | 3              | 0              | 0               | 0               | 12      | 2       | 1      | 1      | 51    | 3     |
| Arsenal          | Subtotal | 164            | 17             | 7              | 15             | 0              | 8               | 1               | 46      | 4       | 4      | 2      | 237   | 24    |
| Club             | Season   | Série A        | Série A        | Série A        | —              | —              | —               | —               | —       | —       | —      | —      | Total | Total |
| Club             | Season   | App            | Goals          | Assists        | App            | Goals          | App             | Goals           | App     | Goals   | App    | Goals  | App   | Goals |
| Atlético Mineiro | 2001     | 24             | 3              | —              | —              | —              | —               | —               | —       | —       | —      | —      | 24    | 3     |
| Atlético Mineiro | 2000     | 38             | 1              | —              | —              | —              | —               | —               | —       | —       | —      | —      | 38    | 1     |
| Atlético Mineiro | Subtotal | 62             | 4              | —              | —              | —              | —               | —               | —       | —       | —      | —      | 62    | 4     |
| Club             | Season   | Série A        | Série A        | Série A        | —              | —              | —               | —               | —       | —       | —      | —      | Total | Total |
| Club             | Season   | App            | Goals          | Assists        | App            | Goals          | App             | Goals           | App     | Goals   | App    | Goals  | App   | Goals |
| América Mineiro  | 1999     | 20             | 1              | —              | —              | —              | —               | —               | —       | —       | —      | —      | 20    | 1     |
| América Mineiro  | 1998     | —              | —              | —              | —              | —              | —               | —               | —       | —       | —      | —      | —     | —     |
| América Mineiro  |          | Série B        | Série B        | Série B        | —              | —              | —               | —               | —       | —       | —      | —      | —     | —     |
| América Mineiro  | 1997     | —              | —              | —              | —              | —              | —               | —               | —       | —       | —      | —      | —     | —     |
| Grand total      |          | 356            | 26             | 10             | 27             | 0              | 23              | 2               | 76      | 4       | 6      | 2      | 488   | 35    |

## Títulos
América-MG
- Campeonato Brasileiro - Série B: 1997
- Copa Sul-Minas: 2000

Atlético Mineiro
- Campeonato Mineiro: 2000 e 2013
- Copa Libertadores da América: 2013[27]

Arsenal
- Premier League: 2003–04
- Copa da Inglaterra: 2002-03 e 2004-05
- Supercopa da Inglaterra: 2002 e 2004

Panathinaikos
- Campeonato Grego: 2010
- Copa da Grécia: 2010

Seleção Brasileira
- Copa do Mundo: 2002
- Copa das Confederações: 2005 e 2009
- Copa América: 2007